# Dzsászim bin Hamad esz-Szání
Dzsászim bin Hamad esz-Szání (1982–) katari bankár, Hamad bin Dzsászim bin Dzsaber ál-Szání volt miniszterelnök tizenöt gyermekének egyike.

## Élete
Tanulmányait a Sandhursti Királyi Katonai Akadémia tanulójaként végezte. A Qatar Islamic Bank elnöke, illetve 2009–2013 között a Credit Suisse bizottsági tagja.
Egész életében a Manchester United FC rajongója volt, először 2010-ben volt része egy ajánlatnak, amit a Red Knights, gazdag United-szurkolókból álló csapat állított össze. Ekkor tagja volt a katari küldöttségnek, ami Dohában tárgyalásokat tartott a csoporttal egy esetleges együttműködésről. 2023 februárjában ajánlatot tett a csapatért. Októberben visszavonta az ajánlatát.